# Llyn Coron
Llyn Coron är en sjö i Storbritannien.   Den ligger i kommunen Isle of Anglesey och riksdelen Wales, i den sydvästra delen av landet, 300 km nordväst om huvudstaden London. Llyn Coron ligger 9 meter över havet.